# Ghiacciaio Vogel
Il ghiacciaio Vogel (in inglese Vogel Glacier) (65°00′S 63°10′W) è un ghiacciaio situato sulla costa di Danco, nella parte occidentale della Terra di Graham, in Antartide. Il ghiacciaio, il cui punto più alto si trova 579 m s.l.m., fluisce fino ad arrivare alla baia Flandres, circa 6 km a sud-est di capo Willems.

## Storia
Il ghiacciaio Vogel è stato osservato su una mappa del governo argentino del 1952 e non si sa chi abbia effettivamente effettuato il primo avvistamento del vivo, comunque esso è stato così battezzato nel 1960 dal Comitato britannico per i toponimi antartici in onore di Hermann Wilhelm Vogel (1834—1898), il chimico tedesco che, nel 1903, produsse le prime emulsioni ortocromatiche per lastre fotografiche.